# Antopole
Antopole – dawna kolonia. Tereny, na których leżała, znajdują się obecnie na Białorusi, w obwodzie witebskim, w rejonie głębockim, w sielsowiecie Zalesie.

## Historia
W czasach zaborów w gminie Zalesie, w powiecie dzisieńskim, w guberni wileńskiej Imperium Rosyjskiego.
W latach 1921–1945 folwark a następnie kolonia leżała w Polsce, w województwie wileńskim, w powiecie dziśnieńskim, w gminie Zalesie.
Według Powszechnego Spisu Ludności z 1921 roku zamieszkiwało tu 35 osób, 2 były wyznania rzymskokatolickiego a 33 prawosławnego. Jednocześnie 7 mieszkańców zadeklarowało polską a 28 białoruską przynależność narodową. Było tu 8 budynków mieszkalnych. W 1931 w 8 domach zamieszkiwało 58 osób.
Wierni należeli do parafii prawosławnej w Zalesiu. Miejscowość podlegała pod Sąd Grodzki w Łużkach i Okręgowy w Wilnie; właściwy urząd pocztowy mieścił się w Zalesiu.